# A Gift & a Curse
| Оценки критиков | Оценки критиков |
| Источник        | Оценка          |
| --------------- | --------------- |
| Clash           | 7/10            |

A Gift & a Curse — четвёртый студийный альбом американского рэпера Gunna. Он был выпущен на лейблах YSL Records и 300 Entertainment 16 июня 2023 года. Продюсерами альбома выступили Turbo, Омар Гранд, Кэм Гриффин, Кенни Стантин, Sim, Нильс, Pooh Beatz, Lnk, Марио Петерсон, Flo, X-Plosive, Royal808, Dunk Rock, Анджело, Yung Talent, Уиллис Китон, Slowburnzz, 88 Krazy, Ларранс Допсон, Swiff D, Evrgrn, Zookids, Aviator Keyyz, Рик Энтони, Сэмми Хейг, Cubeatz, Fresh Ayr и Jojokelete. Альбом-сюрприз стал первым проектом Gunna, в котором не было ни одного приглашённого исполнителя. В поддержку альбома был выпущен сингл «Bread & Butter», который вышел ровно за две недели до него. Пластинка стала продолжением его предыдущей работы — альбома DS4Ever (2022).

## История и продвижение
9 мая 2022 года американский рэпер Янг Таг, который является основателем лейбла YSL Records, одного из лейблов, на который подписан Gunna, был арестован по обвинению в сговоре с целью нарушения закона RICO. Два дня спустя Gunna сдался полиции после того, как стало известно, что прокуроры хотят вскоре арестовать его по тому же обвинению, что и Тага. Обоим рэперам, а также некоторым другим арестованным из 26 принадлежащих лейблу компаний, после ареста неоднократно отказывали в освобождении под залог. Gunna был освобожден из тюрьмы после того, как 14 декабря 2022 года признал свою вину. Однако после освобождения его стали часто называть «стукачом» и «крысой» наряду с другими кличками со стороны других рэперов и любителей хип-хоп музыки из-за соглашения, на которое он пошёл. На момент выхода A Gift & a Curse Янг Таг всё ещё находился в заключении. 2 июня 2023 года Gunna выпустил ведущий сингл из альбома, «Bread & Butter», в котором он опроверг слухи, распространявшиеся о нём. Он занял 48-е место в Billboard Hot 100. 14 июня 2023 года, в свой 30-й день рождения, он анонсировал альбом и опубликовал его обложку вместе со ссылкой для предзаказа, а через два дня состоялся его неожиданный релиз. В остальных песнях альбома Gunna также затрагивает тему конфликта, а также рассказывает о своей чувствительности и боли, которую он испытывает в этой ситуации.

## Список композиций
| №                   | Название              | Автор(ы)                                                                             | Продюсер(ы)                            | Длительность |
| ------------------- | --------------------- | ------------------------------------------------------------------------------------ | -------------------------------------- | ------------ |
| 1.                  | «Back at It»          | Серхио Китченс, Чендлер Дарем, Омар Перрин и Кэмерон Гриффин                         | Turbo, Омар Гранд и Кэм Гриффин        | 3:06         |
| 2.                  | «Back to the Moon»    | Китченс, Кеннет Редфилд-младший и Симарприт Бахия                                    | Кенни Стантин и Sim                    | 3:13         |
| 3.                  | «IDK NoMore»          | Китченс, Дарем, Перрин, Гриффин и Нильс Ноэден                                       | Turbo, Омар Гранд, Кэм Гриффин и Нильс | 2:59         |
| 4.                  | «Paybach»             | Китченс, Дарем, Дэррил Клемонс, Леон Крол и Марио Петерсон                           | Turbo, Pooh Beatz, Lnk и Петерсон      | 2:53         |
| 5.                  | «Ca$h $hit»           | Китченс, Флориан Онгонга и Феликс Роггенкампер                                       | Flo, X-Plosive и Royal808              | 2:11         |
| 6.                  | «FukUMean»            | Китченс, Онгонга и Лукас Дифаббио                                                    | Flo и Dunk Rock                        | 2:05         |
| 7.                  | «Rodeo Dr»            | Китченс, Онгонга и Анджело Феррао                                                    | Flo и Анджело                          | 2:56         |
| 8.                  | «Bottom»              | Китченс, Дарем и Камрен Мартин                                                       | Turbo и Yung Talent                    | 2:57         |
| 9.                  | «P Angels»            | Китченс и Уиллис Китон                                                               | Китон, Slowburnzz и 88 Krazy           | 2:56         |
| 10.                 | «Born Rich»           | Китченс, Ларранс Допсон и Стивен Торнтон                                             | Допсон и Swiff D                       | 2:52         |
| 11.                 | «Go Crazy»            | Китченс, Редфилд, Амман Нурани, Сача Катц и Уильям Кларк                             | Кенни Стантин, Evrgrn и Zookids        | 2:53         |
| 12.                 | «Bread & Butter»      | Китченс, Дарем, Перрин и Гриффин                                                     | Turbo, Омар Гранд и Кэм Гриффин        | 3:46         |
| 13.                 | «Turned Your Back»    | Китченс, Дарем, Перрин и Гриффин                                                     | Turbo, Омар Гранд и Кэм Гриффин        | 4:03         |
| 14.                 | «I Was Just Thinking» | Китченс, Кеннет Гилмор, Рик Энтони и Сэмми Хейг                                      | Aviator Keyyz, Энтони и Хейг           | 3:12         |
| 15.                 | «Alright»             | Китченс, Тим Гомрингер, Кевин Гомрингер, Джеффри Робинсон, Йоханнес Келете и Онгонга | Cubeatz, Fresh Ayr и Jojokelete        | 3:04         |
| Общая длительность: | Общая длительность:   | Общая длительность:                                                                  | Общая длительность:                    | 45:08        |

- Все треки стилизованы под минускул.